# John Aspin
John Symington Aspin, je nach Quelle auch Robert Bain Aspin, (* 21. März 1872 in Glasgow; † 27. Juni 1933 in Hunters Quay) war ein britischer Segler aus Schottland.

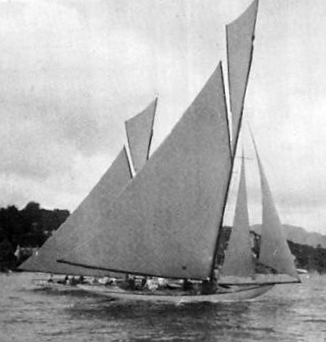
Hera und Mouchette während der olympischen Regatta 1908

## Erfolge
John Aspin, der beim Royal Clyde Yacht Club segelte, wurde 1908 in London bei den Olympischen Spielen in der 12-Meter-Klasse Olympiasieger. Bei der auf dem Firth of Clyde in Schottland ausgetragenen Regatta traten lediglich die beiden britischen Boote Hera und Mouchette in zwei Wettfahrten gegeneinander an. Die Hera, zu deren Crew Aspin gehörte, gewann beide Wettfahrten, sodass neben Aspin und Skipper Thomas Glen-Coats auch die übrigen Crewmitglieder John Mackenzie, James Bunten, David Dunlop, Arthur Downes, John Downes, John Buchanan, Albert Martin und Gerald Tait die Goldmedaille erhielten. 1926 wurde er zum Mitglied der Royal Yacht Association gewählt.
Aspin war ein wohlhabender Lackfabrikant.